# Gian Battista Magaraggia
Gian Battista Magaraggia (Vicenza, 4 aprile 1941) è un ex calciatore italiano, di ruolo difensore.

## Carriera
Soprannominato Scheggia per il fisico esile, debutta in Serie B con il Marzotto Valdagno disputando una gara nella stagione 1960-1961 che vede la retrocessione dei veneti.
Gioca i successivi cinque campionati di Serie C con il Marzotto prima di trasferirsi al Monza, con cui vince il campionato di Serie C 1966-1967 e disputa le successive tre stagioni nella serie cadetta, totalizzando con i brianzoli 104 presenze di cui 70 in Serie B.

## Palmarès

### Club

#### Competizioni nazionali
- Serie C: 1

Monza: 1966-1967